# Бетовен 3
„Бетовен 3“ (на английски: Beethoven's 3rd) е второто продължение на филма от 1992 г. „Бетовен“.

## Сюжет
Семейство Нютън прекарва ваканцията си в Европа. Намерението им е да се присъединят към събирането на цялата фамилия и за да са сигурни, че пътуването им ще е безпроблемно, изпращат Бетовен при семейството Ричард (Джъдж Рейнхолд), брат на Джордж Нютън.
Гигантското куче придружава Ричард, свадливата му съпруга Бет и двете им деца – Бренън и Сара по пътя им за Калифорния в големия и скъп миниван, оборудван дори с DVD плейър. За зла беда, по петите им са двама бандити, които са скрили тайни кодове точно в този плейър, без да допускат, че някой ще го купи.

## Български дублажи
| Превод              | Кристин Балчева                                           |
| Редактор            | Мая Илиева                                                |
| Озвучаващи артисти  | Петя Абаджиева Виолина Василева Ивайло Велчев Илия Иванов |
| Тонрежисьор         | Димитър Йорданов                                          |
| Режисьор на дублажа | Стефани Рачева                                            |

| Озвучаващи артисти  | Силвия Лулчева Петя Миладинова Цанко Тасев Георги Стоянов Симеон Владов |
| Преводач            | Кристин Балчева                                                         |
| Тонрежисьор         | Радослав Колев                                                          |
| Режисьор на дублажа | Албена Павлова                                                          |

| Превод              | Кристин Балчева                                                                                     |
| Режисьор на дублажа | Димитър Кръстев                                                                                     |
| Тонрежисьор         | Димитър Йорданов                                                                                    |
| Озвучаващи артисти  | Ани Василева Христина Ибришимова Нина Гавазова Симеон Владов Николай Николов Стефан Сърчаджиев-Съра |